# Arthur Benda
Arthur Benda (23. března 1885 v Berlíně - 7. září 1969 ve Vídni) byl německým fotografem. Společně s Madame d’Ora provozoval v letech 1907 až 1926 Fotoatelier d'Ora ve Vídni, který od roku 1926 vedl dále pod jménem d'Ora-Benda a proslavil jej fotografiemi aktů.

## Život
Arthur Benda byl společně s Madame d’Ora žákem fotografa Nicoly Perscheida, u něhož se vyučil v letech 1899-1902 a naučil se pracovat s barevnou fotografií a ušlechtilým tiskem. V domě rodičů si zřídil improvizovanou fotolaboratoř, kde si prohluboval praktické znalosti, zhotovil první barevné gumotisky a experimentoval s vývojem různých barevných tónů.
Roku 1907 si Madame D'Ora otevřela ve Vídni Ateliér D'Ora a Arthur Benda se stal jejím asistentem. Oba se specializovali na módní a portrétní fotografii a při příležitosti korunovace císaře Karla I. na uherského krále v roce 1916 fotografovali přítomné příslušníky vyšší šlechty. Roku 1921 se stal spolumajitelem Ateliéru D'Ora, během sezóny také provozoval jeho filiálku v Karlových Varech. Po profesním rozchodu s Madame D'Ora roku 1926 vedl dále ateliér pod jménem d'Ora-Benda spolu se svou ženou Hanny Mittler. Vedle portrétů fotografoval především akty, které proslavily jméno firmy v německé jazykové oblasti v „pánských časopisech“. Velká zakázka albánského krále Zogu I., který se nechal i s celou rodinou portrétovat Bendou tři týdny v Tiraně a zprostředkoval mu další zakázky, Bendu finančně zajistila. Roku 1938 si mohl dovolit otevřít na Kärntnerring ve Vídni další ateliér.
Arthur Benda zemřel na následky mozkové mrtvice roku 1969 v jedné vídeňské nemocnici.